# Europese kampioenschappen indooratletiek 2017
De Europese kampioenschappen indooratletiek 2017 werden van 3 tot en met 5 maart 2017 gehouden in de Kombank Arena in de Servische hoofdstad Belgrado. De arena is ontworpen als universele hal voor vele sportevenementen, waaronder basketbal, handbal, volleybal, tennis en atletiek, maar ook voor culturele evenementen. Met een grootte van 48.000 vierkante meter en 20.000 à 25.000 zitplaatsen is het een van de grootste indoor-arena's van Europa. In 2008 was de arena gastplaats voor het Eurovisiesongfestival.

## Prestaties Belgische en Nederlandse selectie

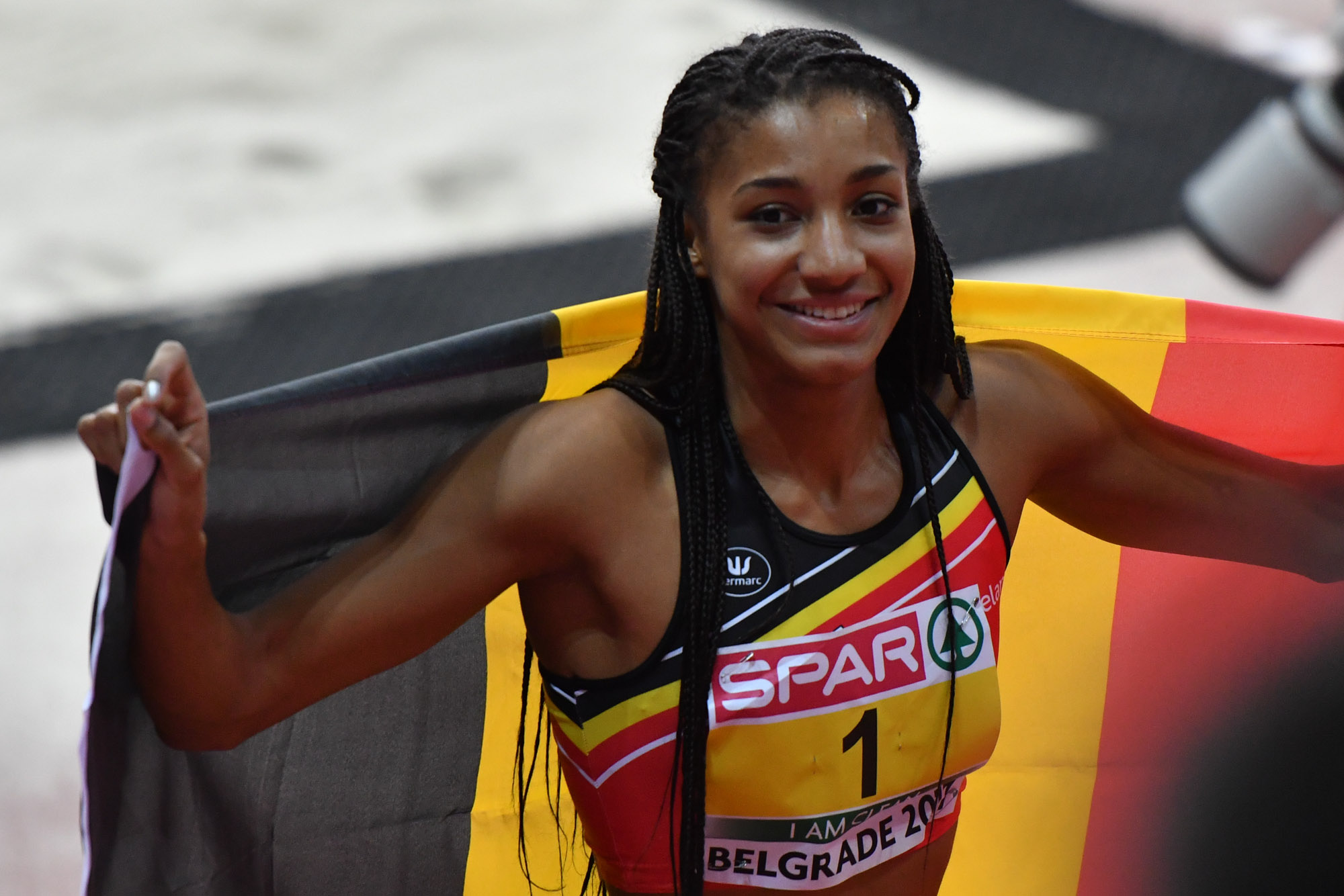
Nafi Thiam was in Belgrado op de vijfkamp met afstand de beste.

### België
| Atleet                                                                              | Ronde                                            | Prestatie                                   | Plaats              |
| ----------------------------------------------------------------------------------- | ------------------------------------------------ | ------------------------------------------- | ------------------- |
| Anne Zagré (60 m horden)                                                            | 1e ronde halve finale finale                     | DQ -                                        | -                   |
| Nafissatou Thiam (vijfkamp)                                                         | 60 mH hoog kogel ver 800 m totaal                | 8,23 1,96 15,29 6,37 2.24,44 4870           | 1 · 1 · 1 · 3 · 7 · |
| Jan Van Den Broeck (800 m)                                                          | 1e ronde halve finale finale                     | 1.50,43 -                                   | 4 -                 |
| Niels Pittomvils (zevenkamp)                                                        | 60 m ver kogel hoog 60 mH polsstok 1000 m totaal | 7,22 7,12 13,83 2,04 8,31 5,40 2.45,35 5961 | 6 11 12 5 8 2 11 7  |
| Robin Vanderbemden, Julien Watrin, Kevin Borlée, Dylan Borlée (4 × 400 m estafette) | finale                                           | 3.07,80                                     | Zilver              |

### Nederland

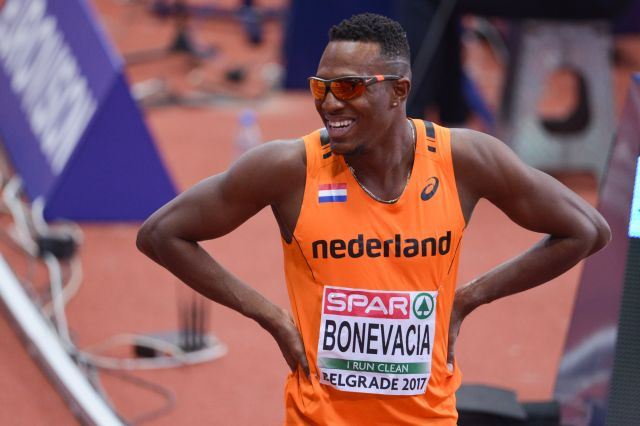
Liemarvin Bonevacia was de enige Nederlandse deelnemer die een medaille wist te veroveren. Hij deed dat in stijl door op de 400 m derde te worden in de Nederlandse recordtijd van 46,26 s.

| Atleet                          | Ronde                             | Prestatie                         | Plaats      |
| ------------------------------- | --------------------------------- | --------------------------------- | ----------- |
| Madiea Ghafoor (400 m)          | 1e ronde halve finale finale      | 53,85 DNS -                       | 3 -         |
| Lisanne de Witte (400 m)        | 1e ronde halve finale finale      | 53,61 54,81 -                     | 2 6 -       |
| Sanne Verstegen (800 m)         | 1e ronde halve finale finale      | 2.03,55 2.03,06 -                 | 3 4 -       |
| Maureen Koster (3000 m)         | kwalificatie finale               | 8.57,52 8.48,99                   | 1 4         |
| Sharona Bakker (60 m horden)    | 1e ronde halve finale finale      | 8,13 8,20 -                       | 2 5 -       |
| Nadine Visser (60 m horden)     | 1e ronde halve finale finale      | 7,92 7,96 8,04                    | 2 3 7       |
| Melissa Boekelman (kogelstoten) | kwalificatie finale               | 17,19 -                           | 12 -        |
| Nadine Broersen (vijfkamp)      | 60 mH hoog kogel ver 800 m totaal | 8,42 1,81 14,59 6,19 2.20,63 4582 | 4 8 3 5 6 5 |
| Liemarvin Bonevacia (400 m)     | 1e ronde halve finale finale      | 46,91 47,21 46,26                 | 1 · 2 ·     |
| Tony van Diepen (400 m)         | 1e ronde halve finale finale      | 48,57 -                           | 5 -         |
| Thijmen Kupers (800 m)          | 1e ronde halve finale finale      | 1.47,21 1.48,69 1.50,47           | 2 3 5       |
| Richard Douma (1500 m)          | kwalificatie finale               | 3.53,14 -                         | 7 -         |

## Medailles

### Mannen
| Onderdeel            | Goud                                                                     | Goud         | Zilver                                                            | Zilver     | Brons                                                   | Brons      |
| -------------------- | ------------------------------------------------------------------------ | ------------ | ----------------------------------------------------------------- | ---------- | ------------------------------------------------------- | ---------- |
| 60 m                 | Richard Kilty Verenigd Koninkrijk                                        | 6,54 SB      | Ján Volko Slowakije                                               | 6,58 NR    | Austin Hamilton Zweden                                  | 6,63 =PB   |
| 400 m                | Pavel Maslák Tsjechië                                                    | 45,77 SB     | Rafał Omelko Polen                                                | 46,08 PB   | Liemarvin Bonevacia Nederland                           | 46,26 NR   |
| 800 m                | Adam Kszczot Polen                                                       | 1.48,87      | Andreas Bube Denemarken                                           | 1.49,32    | Álvaro de Arriba Spanje                                 | 1.49,68    |
| 1500 m               | Marcin Lewandowski Polen                                                 | 3.44,82      | Kalle Berglund Zweden                                             | 3.45,56    | Filip Sasínek Tsjechië                                  | 3.45,89    |
| 3000 m               | Adel Mechaal Spanje                                                      | 8.00,60      | Henrik Ingebrigtsen Noorwegen                                     | 8.00,93    | Richard Ringer Duitsland                                | 8.01,01    |
| 60 m horden          | Andrew Pozzi Verenigd Koninkrijk                                         | 7,51         | Pascal Martinot-Lagarde Frankrijk                                 | 7,52       | Petr Svoboda Tsjechië                                   | 7,53 SB    |
| 4×400 m              | Polen Kacper Kozłowski Łukasz Krawczuk Przemysław Waściński Rafał Omelko | 3.06,99 SB   | België Robin Vanderbemden Julien Watrin Kevin Borlée Dylan Borlée | 3.07,80 SB | Tsjechië Patrik Šorm Jan Tesař Jan Kubista Pavel Maslák | 3.08,60 SB |
| Verspringen          | Izmir Smajlaj Albanië                                                    | 8,08 NR      | Michel Tornéus Zweden                                             | 8,08 SB    | Serhiy Nykyforov Oekraïne                               | 8,07       |
| Hink-stap-springen   | Nelson Évora Portugal                                                    | 17,20 SB     | Fabrizio Donato Italië                                            | 17,13 SB   | Max Heß Duitsland                                       | 17,12      |
| Hoogspringen         | Sylwester Bednarek Polen                                                 | 2,32         | Robbie Grabarz Verenigd Koninkrijk                                | 2,30 SB    | Pavel Seliverstau Wit-Rusland                           | 2,27       |
| Polsstokhoogspringen | Piotr Lisek Polen                                                        | 5,85         | Konstadinos Filippidis Griekenland                                | 5,85 NR    | Paweł Wojciechowski Polen                               | 5,85 SB    |
| Kogelstoten          | Konrad Bukowiecki Polen                                                  | 21,97 WL, NR | Tomáš Staněk Tsjechië                                             | 21,43 PB   | David Storl Duitsland                                   | 21,30      |
| Zevenkamp            | Kévin Mayer Frankrijk                                                    | 6.479 ER, WL | Jorge Ureña Spanje                                                | 6.227      | Adam Helcelet Tsjechië                                  | 6.110      |

### Vrouwen
| Onderdeel            | Goud                                                                      | Goud         | Zilver                                                                   | Zilver     | Brons                                                                | Brons        |
| -------------------- | ------------------------------------------------------------------------- | ------------ | ------------------------------------------------------------------------ | ---------- | -------------------------------------------------------------------- | ------------ |
| 60 m                 | Asha Philip Verenigd Koninkrijk                                           | 7,06 NR      | Olesja Povch Oekraïne                                                    | 7,10 PB    | Ewa Swoboda Polen                                                    | 7,10 SB      |
| 400 m                | Floria Gueï Frankrijk                                                     | 51,90 PB     | Zuzana Hejnová Tsjechië                                                  | 52,42      | Justyna Święty Polen                                                 | 52,52        |
| 800 m                | Selina Büchel Zwitserland                                                 | 2.00,38 NR   | Shelayna Oskan-Clarke Verenigd Koninkrijk                                | 2.00,39 PB | Aníta Hinriksdóttir IJsland                                          | 2.01,25      |
| 1500 m               | Laura Muir Verenigd Koninkrijk                                            | 4.02,39 NR   | Konstanze Klosterhalfen Duitsland                                        | 4.04,45 PB | Sofia Ennaoui Polen                                                  | 4.06,59 = PB |
| 3000 m               | Laura Muir Verenigd Koninkrijk                                            | 8.35,67      | Yasemin Can Turkije                                                      | 8.43,46 NR | Eilish McColgan Verenigd Koninkrijk                                  | 8.47,43      |
| 60 m horden          | Cindy Roleder Duitsland                                                   | 7,88         | Alina Talay Wit-Rusland                                                  | 7,92       | Pamela Dutkiewicz Duitsland                                          | 7,95         |
| 4×400 m              | Polen Patrycja Wyciszkiewicz Małgorzata Hołub Iga Baumgart Justyna Święty | 3.29,94 SB   | Verenigd Koninkrijk Eilidh Doyle Philippa Lowe Mary Iheke Laviai Nielsen | 3.31,05 SB | Oekraïne Olha Bibik Tetyana Melnyk Anastasiya Bryzhina Olha Lyakhova | 3.32,10 SB   |
| Verspringen          | Ivana Španović Servië                                                     | 7,24 NR, WL  | Lorraine Ugen Verenigd Koninkrijk                                        | 6,97 NR    | Claudia Salman-Rath Duitsland                                        | 6,94 PB      |
| Hink-stap-springen   | Kristin Gierisch Duitsland                                                | 14,37 SB     | Patrícia Mamona Portugal                                                 | 14,32 SB   | Paraskevi Papachristou Griekenland                                   | 14,24 SB     |
| Hoogspringen         | Airinė Palšytė Litouwen                                                   | 2,01 NR      | Ruth Beitia Spanje                                                       | 1,94       | Joelija Levtsjenko Oekraïne                                          | 1,94 PB      |
| Polsstokhoogspringen | Ekaterini Stefanidi Griekenland                                           | 4,85 SB      | Lisa Ryzih Duitsland                                                     | 4,75 PB    | Angelica Bengtsson Zweden                                            | 4,55         |
| Polsstokhoogspringen | Ekaterini Stefanidi Griekenland                                           | 4,85 SB      | Lisa Ryzih Duitsland                                                     | 4,75 PB    | Maryna Kylypko Oekraïne                                              | 4,55 PB      |
| Kogelstoten          | Anita Márton Hongarije                                                    | 19,28 WL     | Radoslava Mavrodjeva Bulgarije                                           | 18,36 PB   | Joelia Leantsjoek Wit-Rusland                                        | 18,32        |
| Vijfkamp             | Nafissatou Thiam België                                                   | 4.870 PB, WL | Ivona Dadic Oostenrijk                                                   | 4.767 NR   | Györgyi Zsivoczky-Farkas Hongarije                                   | 4.723 PB     |

## Medailleklassement
| Plaats | Land                | Goud | Zilver | Brons | Totaal |
| 1      | Polen               | 7    | 1      | 4     | 12     |
| 2      | Verenigd Koninkrijk | 5    | 4      | 1     | 10     |
| 3      | Duitsland           | 2    | 2      | 5     | 9      |
| 4      | Frankrijk           | 2    | 1      | 0     | 3      |
| 5      | Tsjechië            | 1    | 2      | 4     | 7      |
| 6      | Spanje              | 1    | 2      | 1     | 4      |
| 7      | Griekenland         | 1    | 1      | 1     | 3      |
| 8      | België              | 1    | 1      | 0     | 2      |
| 8      | Portugal            | 1    | 1      | 0     | 2      |
| 10     | Hongarije           | 1    | 0      | 1     | 2      |
| 11     | Albanië             | 1    | 0      | 0     | 1      |
| 11     | Litouwen            | 1    | 0      | 0     | 1      |
| 11     | Servië              | 1    | 0      | 0     | 1      |
| 11     | Zwitserland         | 1    | 0      | 0     | 1      |
| 15     | Zweden              | 0    | 2      | 2     | 4      |
| 16     | Oekraïne            | 0    | 1      | 4     | 5      |
| 17     | Wit-Rusland         | 0    | 1      | 2     | 3      |
| 18     | Oostenrijk          | 0    | 1      | 0     | 1      |
| 18     | Bulgarije           | 0    | 1      | 0     | 1      |
| 18     | Denemarken          | 0    | 1      | 0     | 1      |
| 18     | Italië              | 0    | 1      | 0     | 1      |
| 18     | Noorwegen           | 0    | 1      | 0     | 1      |
| 18     | Slowakije           | 0    | 1      | 0     | 1      |
| 18     | Turkije             | 0    | 1      | 0     | 1      |
| 25     | IJsland             | 0    | 0      | 1     | 1      |
| 25     | Nederland           | 0    | 0      | 1     | 1      |
| Totaal | Totaal              | 26   | 26     | 27    | 79     |

## Legenda
- AR = Werelddeelrecord (Area Record)
- CR = Kampioenschapsrecord (Championship Record)
- SB = Beste persoonlijke seizoensprestatie (Seasonal Best)
- PB = Persoonlijk record (Personal Best)
- NR = Nationaal record (National Record)
- ER = Europees record (European Record)
- WL = 's Werelds beste seizoensprestatie (World Leading)
- WJ = Wereld juniorenrecord (World Junior Record)
- WR = Wereldrecord (World Record)

1970 ·
1971 ·
1972 ·
1973 ·
1974 ·
1975 ·
1976 ·
1977 ·
1978 ·
1979 ·
1980 ·
1981 ·
1982 ·
1983 ·
1984 ·
1985 · 
1986 · 
1987 · 
1988 · 
1989 · 
1990 · 
1992 · 
1994 · 
1996 · 
1998 · 
2000 · 
2002 · 
2005 · 
2007 · 
2009 ·
2011 ·
2013 ·
2015 ·
2017 ·
2019 ·
2021 ·
2023 ·
2025
Belgische medaillewinnaars · Nederlandse medaillewinnaars